# Campeonato da Irlanda de Ciclismo Contrarrelógio
Os Campeonatos da Irlanda de Ciclismo Contrarrelógio organizam-se anual e ininterruptamente desde o ano de 1997 para determinar o campeão ciclista de Irlanda de cada ano, na modalidade.
O título outorga-se ao vencedor de uma única carreira, na modalidade de Contrarrelógio individual. O vencedor obtém o direito a portar um maillot com as cores da bandeira irlandesa até ao campeonato do ano seguinte, somente quando disputa provas Contrarrelógio.

## Palmarés
| Ano  | Ganhador           | Segundo          | Terceiro           |
| 1997 | Scott Hamilton     | Tommy Evans      | Simon Coughlan     |
| 1998 | Scott Hamilton     | Jamie Hunter     | Paul Healion       |
| 1999 | Philip Cassidy     | David Peelo      | Tommy Evans        |
| 2000 | Paul Healion       | Ryan Hamilton    | Shane Pendergast   |
| 2001 | David McCann       | Paul Kane        | Paul Healion       |
| 2002 | David McCann       | David O'Loughlin | Andrew Donnellan   |
| 2003 | David O'Loughlin   | Brian Kenneally  | Paul Healion       |
| 2004 | David McCann       | David O'Loughlin | Stephen Gallagher  |
| 2005 | David McCann       | Andrew Roche     | Thomas Evans       |
| 2006 | David O'Loughlin   | Paul Healion     | Thomas Evans       |
| 2007 | Nicolas Roche      | David McCann     | David O'Loughlin   |
| 2008 | Paul Healion       | Neil Delahaye    | John Heverin       |
| 2009 | David McCann       | Martyn Irvine    | Com Collis         |
| 2010 | David McCann       | Martyn Irvine    | Aaron Buggle       |
| 2011 | Matthew Brammeier  | David McCann     | Michael Hutchinson |
| 2012 | Michael Hutchinson | Martyn Irvine    | Nicolas Roche      |
| 2013 | Michael Hutchinson | David McCann     | Colm Cassidy       |
| 2014 | Michael Hutchinson | Colm Cassidy     | Martyn Irvine      |
| 2015 | Ryan Mullen        | Edward Dunbar    | Martyn Irvine      |
| 2016 | Nicolas Roche      | Edward Dunbar    | Ryan Mullen        |
| 2017 | Ryan Mullen        | Nicolas Roche    | Marcus Christie    |
| 2018 | Ryan Mullen        | Marcus Christie  | Paul Kennedy       |
| 2019 | Ryan Mullen        | Edward Dunbar    | Craig McAuley      |
| 2020 | Conn McDunphy      | Nicolas Roche    | Lindsay Watson     |
| 2021 | Ryan Mullen        | Nicolas Roche    | Marcus Christie    |
| 2022 | Ben Healy          | George Peden     | Edward Dunbar      |

## Estatísticas

### Mais vitórias
| Ciclista           | Vitórias | Anos                                |
| ------------------ | -------- | ----------------------------------- |
| David McCann       | 6        | 2001, 2002, 2004, 2005, 2009 e 2010 |
| Ryan Mullen        | 4        | 2015, 2017, 2018 e 2019             |
| Michael Hutchinson | 3        | 2012, 2013 e 2014                   |
| Scott Hamilton     | 2        | 1997 e 1998                         |
| Paul Healion       | 2        | 2000 e 2008                         |
| David O'Loughlin   | 2        | 2003 e 2006                         |
| Nicolas Roche      | 2        | 2007 e 2016                         |